# Autopista de Circunvalación de Alicante
La autopista de peaje Circunvalación de Alicante es una autopista de peaje española. Forma un tramo perteneciente a la autopista AP-7 y se convierte en la segunda circunvalación de Alicante, tras la A-70. Esta nueva circunvalación bordea la comarca del Campo de Alicante. Esta autopista fue inaugurada el 10 de diciembre de 2007. La concesionaria de la autopista es la Sociedad Estatal de Infraestructuras del Transporte Terrestre (SEITT), organismo dependiente del Ministerio de Transportes, Movilidad y Agenda Urbana.
Actualmente, la Circunvalación de Alicante se encuentra temporalmente exenta de peaje hasta el 15 de febrero de 2026, de acuerdo con las disposiciones vigentes.

## Concesión
La concesión de la explotación correspondía a la empresa CIRALSA (Circunvalación de Alicante, Sociedad Anónima Concesionaria del Estado). La fecha final mínima de la concesión era el 22 de febrero de 2040, fecha que podía ser ampliada hasta el 22 de febrero de 2044.
Tras la quiebra de la sociedad concesionaria Circunvalación de Alicante, Sociedad Anónima Concesionaria del Estado y el consecuente rescate público, la concesión de la autopista pasó a corresponder el 1 de abril de 2018 a la Sociedad Estatal de Infraestructuras del Transporte Terrestre (SEITT), organismo dependiente del Ministerio de Transportes, Movilidad y Agenda Urbana.

## Descripción
Consiste en una autopista de peaje de 33,2 km que establece continuidad con la autopista AP-7 (a su paso por Campello) hasta la autovía del Camino de Castilla, que es la antigua CV-850.
Las características geométricas de todos los trazados corresponden a una velocidad de proyecto de 120 km/h, dispone de dos calzadas (de 7 m) separadas con dos carriles por sentido, arcenes exteriores (2,5 m) e interiores (1 m) y una mediana de 12 metros. Esta autopista cuenta con cuatro peajes (Busot-Muchamiel, Campello, San Vicente del Raspeig y Monforte del Cid), dos conexiones, dos túneles y dos semi-áreas de servicio.
La autopista de peaje de Circunvalación de Alicante se desarrolla como aparece en el documento “Estudio de planeamiento de la Circunvalación de Alicante”, redactado en abril de 2000 por la Consejería de Obras Públicas, Urbanismo y Transportes de la Generalidad Valenciana.
El origen se sitúa al final del proyecto de la autovía del Camino de Castilla, cruza la A-31 entre Monforte del Cid y El Rebolledo y continúa con orientación noroeste entre las sierras de Las Águilas y Mediana. Se atraviesa la Rambla del Roiget, la línea de ferrocarril, la carretera CV-820, la autovía Central en San Vicente del Raspeig y la Rambla de Rambuchar. En el punto kilométrico 21,1 se dispone un pequeño túnel de unos 250 m, para dirigirse con orientación oeste-este hacia Campello, donde finaliza en su conexión con el tramo de autopista AP-7 gestionada por Aumar. La nueva circunvalación se sitúa a una distancia de entre 5 y 10 km de la actual A-70, y será libre de peaje para los tráficos internos entre la estación de peaje de San Vicente del Raspeig y la de Busot-Muchamiel.
La concesión de construcción, conservación y explotación de la autopista de peaje circunvalación de Alicante, y la variante libre de peaje de Campello, junto con otras actuaciones fue adjudicada por Real Decreto 282/2004, de 13 de febrero a Ciralsa S.A. Concesionaria del Estado. En él se establecía como requisito imprescindible para la puesta en servicio de la autopista, la previa apertura al tráfico del resto de los tramos incluidos en el concurso cuya inversión asciende a 445 millones de euros.
Además, se ha construido un tramo de nuevo trazado de la autovía Central (A-77) en su llegada a Alicante, entre el enlace con la carretera CV-820 y la A-70, discurriendo por el oeste y el sur de San Vicente del Raspeig y eliminando los actuales enlaces a nivel (rotondas) existentes (la A-77 ya no discurre por la rotonda del Parque de Bomberos de San Vicente del Raspeig).

### Variante de Campello
La variante de Campello es un tramo de 3,2 kilómetros de longitud que conecta la N-332 desde el norte del municipio con la A-7 su objetivo es descongestionar la travesía de la carretera nacional que discurre por el municipio costero. Esta variante pertenece al tramo de la autopista de Circunvalación de Alicante.
Se abrió para descongestionar el paso de vehículos por este municipio del Campo de Alicante, a pesar de que el tramo de enlace de la carretera nacional con el inicio de la variante, que está libre de peaje, todavía no está construido y se ha tenido que habilitar un acceso provisional hasta que se acometan las obras.
La travesía de la N-332 a su paso por el municipio de Campello soporta una elevada densidad de tráfico que además no pueden circular con fluidez debido a la existencia de numerosos cruces regulados por semáforos así como un creciente número de accesos a naves industriales que han incrementado aún más si cabe el tránsito de vehículos pesados durante los últimos años.
La nueva carretera consta de una única calzada con dos carriles –uno para cada sentido de circulación– y conecta la A-70 desde el extremo norte de la actual circunvalación de Alicante, justo antes del área de peaje de la AP-7, con la A-180 y con la actual N-332 al norte del municipio.
El trazado de este tramo de carretera está diseñado para circular a una velocidad máxima de 80 kilómetros por hora y dispondrá de una calzada con dos carriles, uno por sentido, de 3,5 metros de ancho y con arcenes de 2,50 metros.

## Tráfico (Intensidad media diaria)
La intensidad media diaria (IMD) alcanzó los 5.298 vehículos al día en 2013, lo que supone un descenso de un 7,3 % respecto a 2012. Asimismo el tráfico de camiones cayó un 9,9 %, hasta una IMD de 273. Desde 2008, la autopista registra un descenso acumulado del 47,0 %. Julio y agosto son los meses con más tráfico, alcanzando una IMD de 10.448 en agosto de 2013. En cambio, en invierno se contabilizan las cifras más bajas: enero de 2013 tan solo registró una IMD de 3.443 vehículos diarios.
En un principio, se esperaba que la vía de peaje inaugurada en 2007 absorbiera en 40 años prácticamente el 80 por ciento del movimiento de vehículos de la primera circunvalación -unos treinta mil vehículos- pero cada año que pasa esta vía pierde tráfico. La gran perjudicada es la mencionada primera circunvalación, la A-70, que arranca tras el peaje de la AP-7 en San Juan, y continúa hacia el aeropuerto atravesando Vistahemosa, Villafranqueza, el campus de San Vicente y el acceso a la A-31. Intersecciones que reciben una intensidad de tráfico que en los días puntas del verano puede llegar a los 60.000 vehículos, lo que genera grandes retenciones. Solo en julio y agosto por el aeropuerto de El Altet pasan unos 3 millones de pasajeros y el 80% utiliza la circunvalación para llegar a sus destinos.

## Salidas
| Número de Salida | Nombre de Salida                                      | Carretera que enlaza |
| ---------------- | ----------------------------------------------------- | -------------------- |
|                  | Benidorm - Valencia - Castellón                       | E-15 AP-7            |
| 676              | Campello CV-775                                       | CV-775 N-332         |
| 681              | Muchamiel - San Juan de Alicante - Jijona             | CV-800               |
|                  | Túnel de Brotons - 450m                               |                      |
|                  | Túnel de Sant Antoni - 180m                           |                      |
| 691              | San Vicente del Raspeig Alicante A-77 Alcoy A-7       | A-77 A-7             |
| 704              | Alicante - Aeropuerto de El Altet - Albacete - Madrid | A-31                 |
|                  | Elche - Murcia - Cartagena                            | AP-7 E-15 A-7        |